# János Urányi
János Urányi (ur. 24 czerwca 1924 w Balatonboglár, zm. 23 maja 1964 w Budapeszcie) – węgierski kajakarz, złoty medalista olimpijski z Melbourne i mistrz świata.

## Kariera sportowa
Zajął 5. miejsce w  wyścigu kajaków dwójek (K-2) na 10 000 metrów (w osadzie z Gyulą Andrásim) i został zdyskwalifikowany w finale K-2 (partnerem był Kálmán Blahó) na igrzyskach olimpijskich w 1948 w Londynie. Na kolejnych  igrzyskach olimpijskich w 1952 w Helsinkach odpadł w eliminacjach wyścigu jedynek (K-1) na 1000 metrów. Zdobył brązowy medal w konkurencji czwórek (K-4) na 10 000 metrów (razem z nim płynęli István Mészáros, György Mészáros i Ferenc Varga), a także został zdyskwalifikowany w wyścigu K-2 na 10 000 metrów (w osadzie z Vargą) na mistrzostwach świata w 1954 w Mâcon.
Zdobył złoty medal w wyścigu kajaków dwójek (K-2) na igrzyskach olimpijskich w 1956 w Melbourne. Jego partnerem był László Fábián. Osada węgierska wyprzedziła Fritza Briela i Theodora Kleine ze wspólnej reprezentacji Niemiec oraz Dennisa Greena i Waltera Browna z Australii. Fábián i Urányi zdobyli złoty medal w wyścigu K-2 na 500 metrów i srebrny medal w K-2 na 10 000 metrów na mistrzostwach Europy w 1957 w Gandawie oraz złoty medal w K-2 na 10 000 metrów (a także zajęli 7. miejsce w wyścigu K-2 na 1000 metrów) na mistrzostwach świata w 1958 w Pradze. Na mistrzostwach Europy w 1959 w Duisburgu wywalczyli brązowy medal na 10 000 metrów.
Urányi zdobył złoty medal w wyścigu czwórek na 10 000 metrów na mistrzostwach Europy w 1961 w Poznaniu (razem z nim płynęli György Czink, János Petroczy i András Sován).
Zmarł w 1964 w wieku niespełna 40 lat.